# Real Zaragoza 1979-1980
Questa voce raccoglie le informazioni riguardanti il Real Zaragoza nelle competizioni ufficiali della stagione 1979-1980

## Stagione
L'allenatore per questa stagione è Manolo Villanova che prende il posto di Vujadin Boškov, proveniente dalla squadra filiale del Deportivo Aragón, per Villanova è la prima vera esperienza da allenatore ad alto livello.
In estate, il mercato è caratterizzato in particolare dagli addii dei due giocatori paraguaiani Saturnino Arrúa e Celso Mendieta. In entrata, sono da segnalare gli arrivi di Jorge Valdano e José Ramón Badiola dal Deportivo Alavés e Casuco dall'Elche.
L'inizio della stagione fu caratterizzato, l'11 luglio del 1979, dall'incendio dell'hotel Corona de Aragón di Saragozza, che era stato messo a disposizione dei tre nuovi acquisti. Nella notte in cui scoppiò il rogo, l'unico dei calciatori che stava trascorrendo la notte in hotel era José Ramón Badiola. Per salvarsi dall'incendio, Badiola dovette lanciarsi da una finestra, riportando gravi traumi. Trasportato in ospedale e salvato dai medici, Badiola non si riprese mai del tutto dalla spaventosa esperienza e tornò in campo solo nel mese di dicembre 1980.
Il Real Saragozza raggiunge la salvezza a tre giornate dal termine, chiudendo la stagione all'undicesimo posto in classifica.

## Rosa
| N. |                       | Ruolo | Calciatore                   |
| -- | --------------------- | ----- | ---------------------------- |
|    | Spagna (bandiera)     | P     | José Manuel Fernández Nieves |
|    | Spagna (bandiera)     | P     | Sabino Zubeldia              |
|    | Spagna (bandiera)     | P     | Juan Luis Irazusta           |
|    | Spagna (bandiera)     | D     | Jesús India                  |
|    | Spagna (bandiera)     | D     | Pedro Camus                  |
|    | Spagna (bandiera)     | D     | Casuco                       |
|    | Spagna (bandiera)     | D     | Jesús Antonio Salvatierra    |
|    | Spagna (bandiera)     | D     | José María Lasa              |
|    | Spagna (bandiera)     | D     | Jesús Alberto Benedé         |
|    | Jugoslavia (bandiera) | D     | Radomir Antić                |
|    | Spagna (bandiera)     | C     | Víctor Muñoz                 |
|    | Spagna (bandiera)     | C     | José Ignacio Oñaederra       |

| N. |                      | Ruolo | Calciatore                    |
| -- | -------------------- | ----- | ----------------------------- |
|    | Spagna (bandiera)    | C     | José Félix Pérez Aguerri      |
|    | Spagna (bandiera)    | C     | José Carlos Barrachina        |
|    | Spagna (bandiera)    | C     | Juan Lafita                   |
|    | Spagna (bandiera)    | C     | Francisco Güerri              |
|    | Spagna (bandiera)    | C     | Miguel Ángel Belanche         |
|    | Spagna (bandiera)    | A     | Modesto Pérez                 |
|    | Spagna (bandiera)    | A     | Juan José Rodríguez Gutiérrez |
|    | Spagna (bandiera)    | A     | Pichi Alonso                  |
|    | Argentina (bandiera) | A     | Jorge Valdano                 |
|    | Spagna (bandiera)    | A     | José María Amorrortu          |
|    | Spagna (bandiera)    | A     | José Ramón Badiola            |